# アルデヒドデヒドロゲナーゼ (NADP+)
アルデヒドデヒドロゲナーゼ (NADP+)（Aldehyde dehydrogenase (NADP+)）はカプロラクタム分解酵素の一つで、次の化学反応を触媒する酸化還元酵素である。
アルデヒド + NADP+ + H2O {\displaystyle \rightleftharpoons } カルボン酸 + NADPH + H+
反応式の通り、この酵素の基質はアルデヒドとNADP+、生成物はカルボン酸とNADPHである。
組織名はaldehyde:NADP+ oxidoreductaseで、別名にNADP-acetaldehyde dehydrogenase, NADP-dependent aldehyde dehydrogenase, aldehyde dehydrogenase (NADP)がある。